# Hélène Mosticker-Lavergne
Pour les articles homonymes, voir Lavergne.
Hélène Mosticker-Lavergne ou Hélène Mosticzker, née le 15 septembre 1866 à Vienne et morte le 9 février 1949 à Suresnes, est une peintre française.

## Biographie
Hélène Mosticker (orthographié en France Mosticzker) est la fille d'Isidore Mosticker (1836-1897), négociant, et de Rosa Modreiner. Son frère Arthur (1865-1953) deviendra ingénieur des Arts et Manufactures, et sa sœur Olga (1868-1961), présidente de la Pouponnière (officier de la Légion d'honneur en 1933).
Élève de Félix-Joseph Barrias, elle expose au Salon de 1886 à 1939, où elle obtient une médaille de 3e classe en 1902 et une médaille d'or en 1939.
En 1899, elle épouse le peintre Georges-Auguste Lavergne.
En 1908, elle propose au Salon le Portrait de Mme P. L..
Domiciliée à Paris au no 4 de la rue Boissière, elle meurt à Suresnes au no 10 du quai Gallieni, à l'âge de 82 ans. Elle est inhumée au cimetière de Montmartre.